# Monasterio de David Gareja
El  monasterio de David Gareja o complejo de David Gareja ( georgiano: დავითგარეჯის სამონასტრო კომპლექსი) es un complejo de monasterio ortodoxo georgiano excavado en la roca ubicado en la región de Kajetia, en el este de Georgia, junto las laderas del desierto del Monte Gareja,a unos 60–70 km al sureste de la capital del país, Tiflis. El complejo incluye cientos de celdas, iglesias, capillas, refectorios y viviendas que se encuentran excavadas en la roca.
Parte del complejo se encuentra en el raión de Ağstafa de Azerbaiyán y es sujeto de una disputa fronteriza entre Georgia y Azerbaiyán. El área también es hogar de especies animales protegidas y conserva evidencia arqueológica de algunas de las viviendas humanas más antiguas de la región. El monasterio permanece activo y sirve como un destino popular de turismo y peregrinación.
Desde el 24 de octubre de 2007, se ha incluido en la Lista del Patrimonio Mundial de la UNESCO.

## Geología

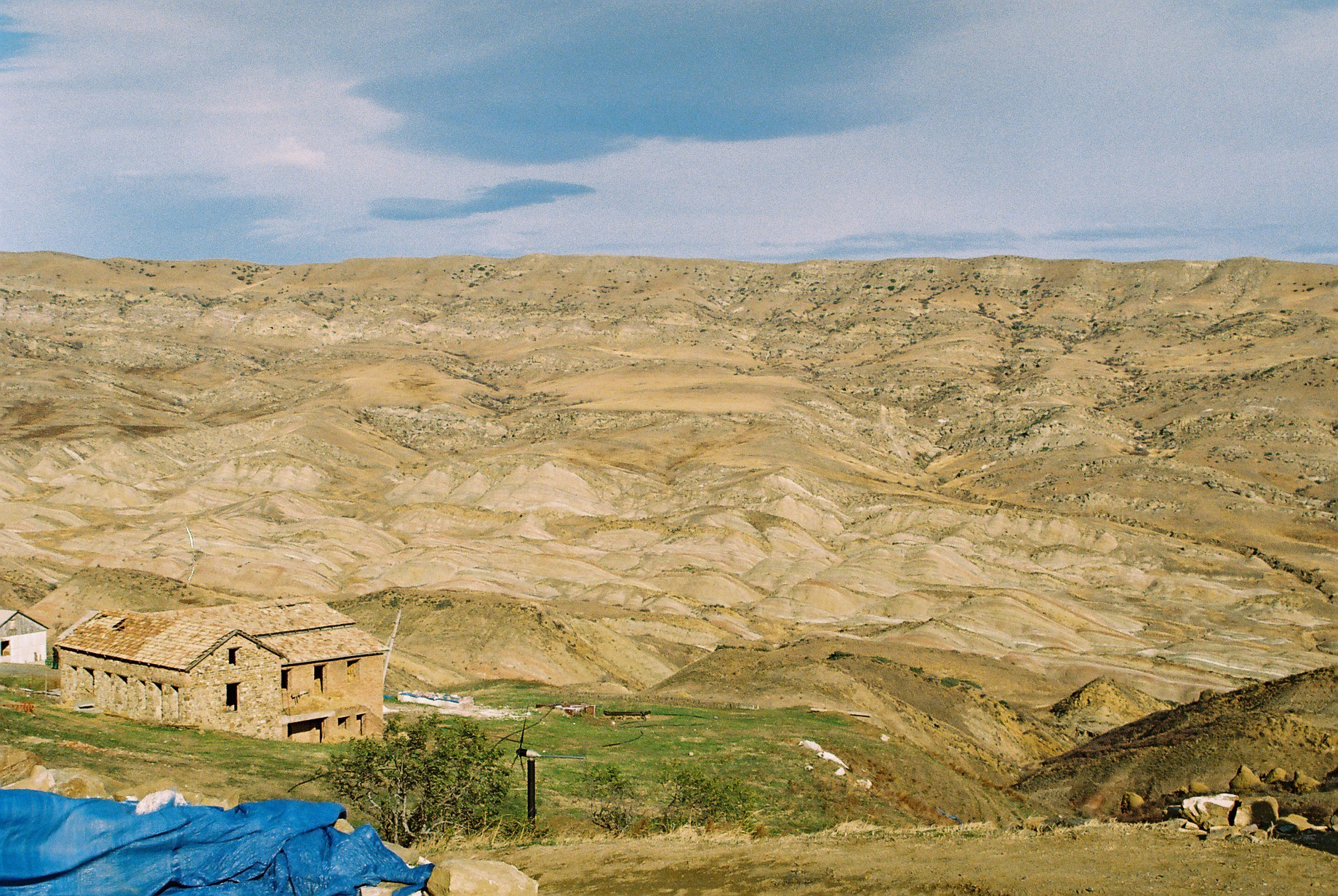
Sedimento en las estructuras Iori (tierras altas en el este de Georgia).

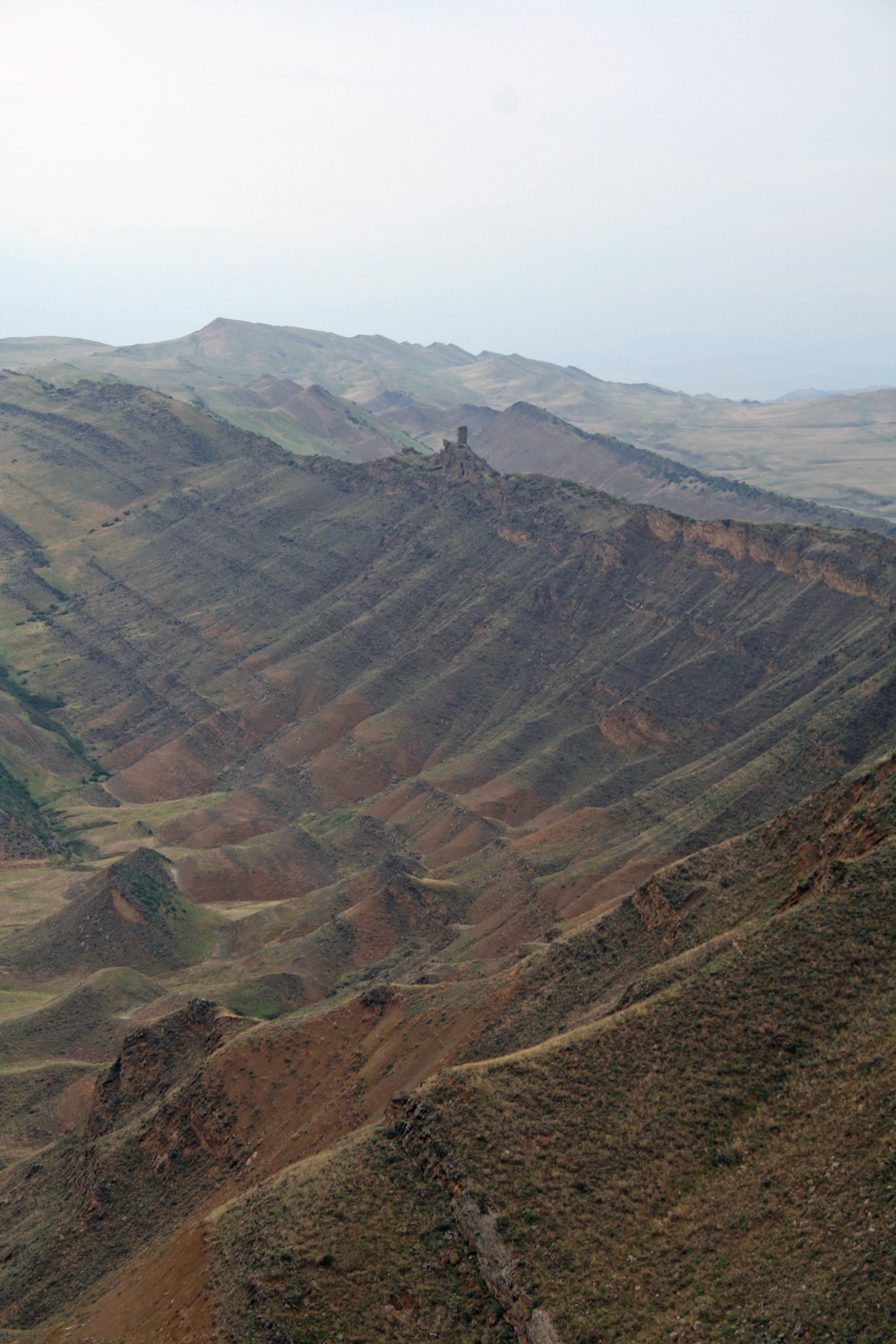
Vista del paisaje en David Gareja.

El entorno del Complejo del Monasterio David Gareja se destaca por su estructura de superficie inusual, especialmente la sorprendente imagen de las capas de roca inclinadas. Este paisaje pertenece a la unidad tectónica Sagaredsho-Shirak-Adshinaur-Zone. Consiste en capas sedimentarias del Mioceno y Plioceno, es decir, en el período de 23 a 1.8 millones de años causado por la sedimentación marina. Estos depósitos de sedimentos crecen hasta un espesor de 1000 metros. En la geología regional de Georgia, toma el nombre de un río cercano y se les llama como las «estructuras Iori», son la parte media de los ríos Rioni-Kurá. Esta cuenca intermedia de montaña forma el vínculo entre los sistemas del Gran Cáucaso y Cáucaso Menor.
En las proximidades del monasterio, crestas onduladas y paralelas en la dirección NW-SO. En el sur, el terreno cae abruptamente en una llanura ligeramente ondulada de la vecina Azerbaiyán. El paisaje es pobre en agua y la poca vegetación de estepa, en su mayoría seca, se alterna con suelos secos, incluso al norte, algunos salinos. En dirección este, el paisaje se convierte en una zona semidesértica.

## Historia
El complejo fue fundado en el siglo VI por David (san David Gareja), uno de los trece monjes asirios que llegaron al país al mismo tiempo. Sus discípulos Dodo y Luciane expandieron la  lavra original y fundaron otros dos monasterios conocidos como Rka de Dodo (literalmente, «el cuerno de Dodo») y Natlismtsemeli («san Juan Bautista»). El monasterio vivió un mayor desarrollo bajo la dirección del santo Ilarion georgiano del siglo IX. El convento fue particularmente patrocinado por las familias reales y nobles de Georgia. El rey georgiano del siglo XII Demetrio I, autor del famoso himno georgiano Thou Art Vineyard(en georgiano: შენ ხარ ვენახი), incluso eligió el monasterio de David Gareja como lugar de su confinamiento después de abdicar al trono en 1154.

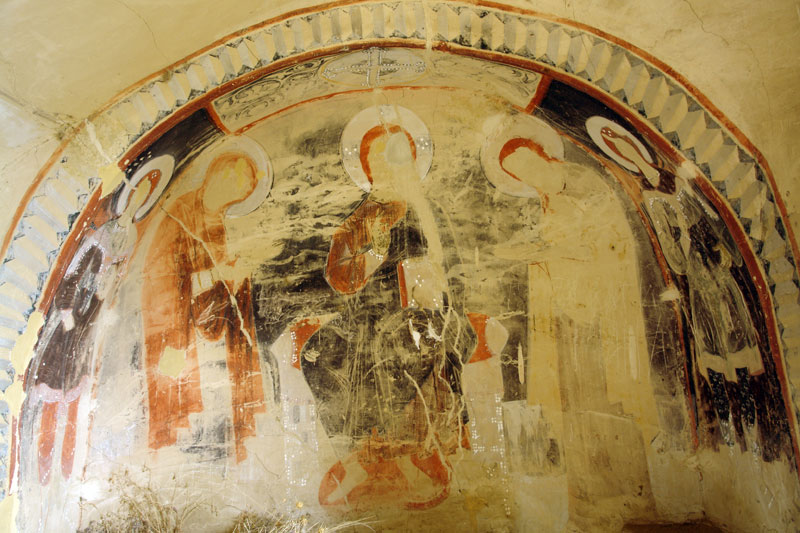
Un fresco sobreviviente en el monasterio.

A pesar del ambiente hostil, el monasterio siguió siendo un importante centro de actividad religiosa y cultural durante muchos siglos; en ciertos períodos los monasterios poseían extensas tierras agrícolas y muchos pueblos.  El renacimiento de la pintura al fresco coincide cronológicamente con el desarrollo general de la vida en los monasterios de David Gareja. La alta habilidad artística de los frescos de estos monasterios los convirtió en una parte indispensable del tesoro mundial. Desde finales del siglo XI hasta principios del XIII, el desarrollo económico y cultural de monasterio alcanzó su fase más alta, lo que refleja la prosperidad general del Reino medieval de Georgia. Se construyeron los nuevos monasterios Udabno, Bertubani y Chichkhituri, los antiguos se ampliaron y reorganizaron.
Con la caída de la monarquía georgiana, el monasterio sufrió un largo período de declive y devastación por parte del ejército mongol (1265), pero luego fue restaurado por los reyes georgianos. Sobrevivió al ataque de la dinastía safávida en 1615, cuando los monjes fueron masacrados y los manuscritos únicos del monasterio y las obras importantes de arte georgiano fueron destruidos. Varios reyes georgianos intentaron nuevamente, a fines del siglo XVII y principios del XVIII, recuperar la vida monástica. Cuando Onuphrius Machutadze fue llamado a ser su abad en 1690, hubo un avivamiento temporal. Bajo su dirección, la comunidad monástica buscó obtener antiguas tierras y derechos. Incluso se construyeron nuevas fortificaciones. Sin embargo, el siglo XVIII trajo una decadencia de comunidades y en el siglo XIX, únicamente el monasterio Natlismtsemeli («monasterio de Bautista Gareja») fue habitado por algunos monjes. Debido a esta situación, la mayoría de los edificios se deterioraron. 

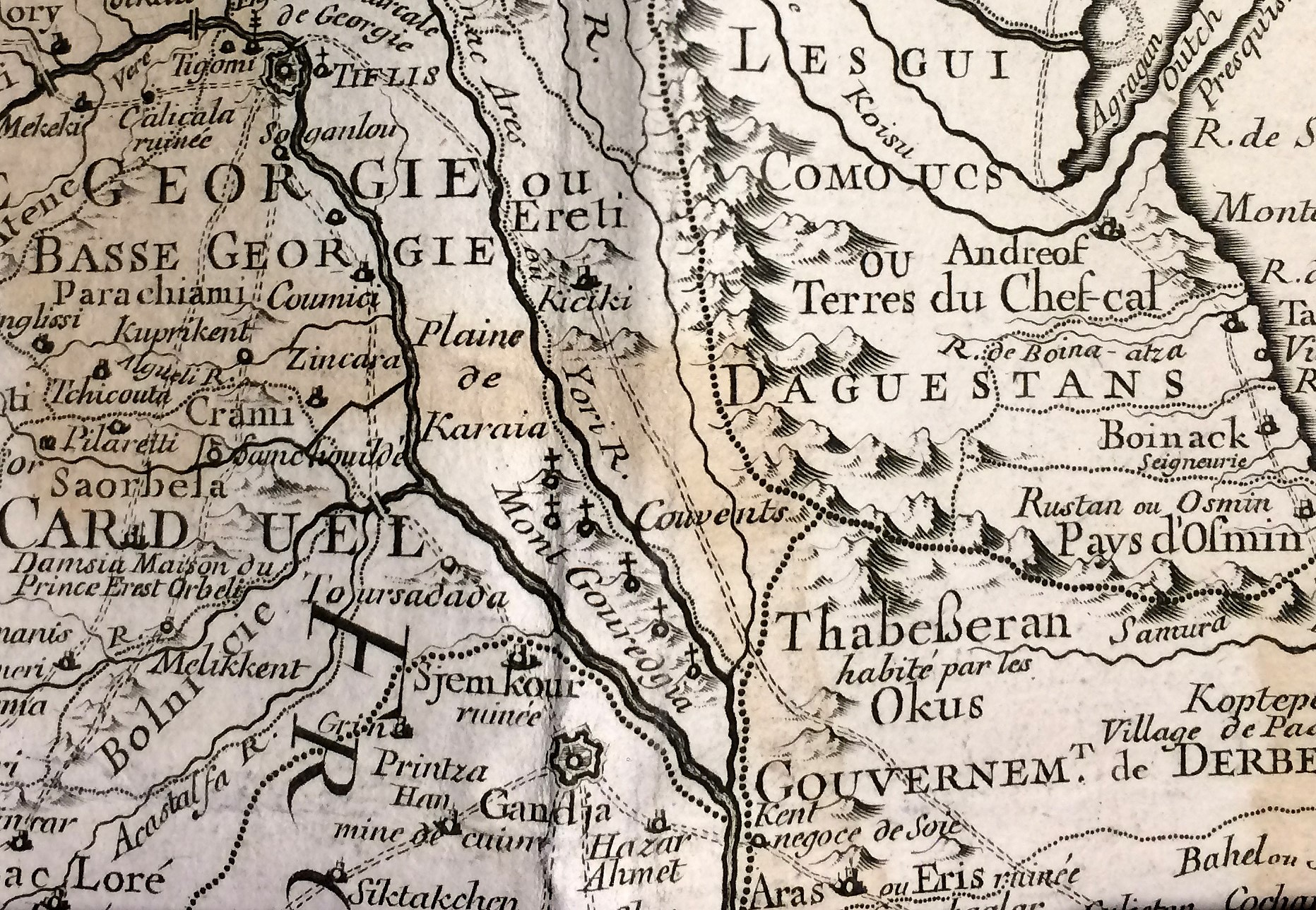
La montaña y el monasterio de David Gareja (Mont Gouredgia) como se muestra en el mapa de 1723 por Guillaume Delisle y Sulkhan-Saba Orbeliani.

Después de la violenta toma de poder de los bolcheviques en Georgia en 1921, el monasterio fue cerrado y quedó deshabitado. En los años de la guerra soviético-afgana, el territorio del monasterio se utilizó como campo de entrenamiento para los militares soviéticos que causaron daños al ciclo único de murales en el monasterio. En 1987, un grupo de estudiantes georgianos dirigido por el joven escritor David Turashvili lanzaron una serie de protestas. Aunque los funcionarios del ministerio de defensa soviético finalmente acordaron trasladar el campo de tiro militar desde el monasterio, el bombardeo se reanudó en octubre de 1988, dando lugar a una indignación pública generalizada. Después de que unos 10.000 georgianos se manifestaron en las calles de Tiflis y un grupo de estudiantes realizara una huelga de hambre en el monasterio, la base militar fue finalmente eliminada.
Después de la restauración de la independencia de Georgia en 1991, la vida del monasterio de David Gareja fue instaurada de nuevo. Sin embargo, en 1996, el ministerio de defensa de Georgia reanudó los ejercicios militares en la zona, lo que llevó a renovadas protestas públicas. En mayo de 1997, cientos de activistas de ONG georgianas instalaron sus tiendas en medio del campo de tiro del ejército y bloquearon las maniobras militares. Los oficiales del ejército finalmente se inclinaron ante la presión pública y los ejercicios fueron prohibidos.

## Complejo del monasterio

### Monasterio de David Gareja
El monasterio presenta las características arquitectónicas de su fundación en el siglo VI. El complejo está rodeado de murallas defensivas con torres redondeadas, en el centro del complejo está ubicada la entrada de la antigua iglesia, que tiene una torre elevada. Alrededor de la iglesia se encuentran todas las condiciones para vivir en los kenakons, (pequeñas cámaras), algunos establos para animales e instalaciones de almacenamiento. Se creó un sistema para recolectar, filtrar y utilizar el agua de lluvia en el área montañosa. El agua fluye y se recolecta agua continuamente en una de las cuevas que ingresan al complejo. Según la leyenda, esta cueva se llama «las lágrimas de David».

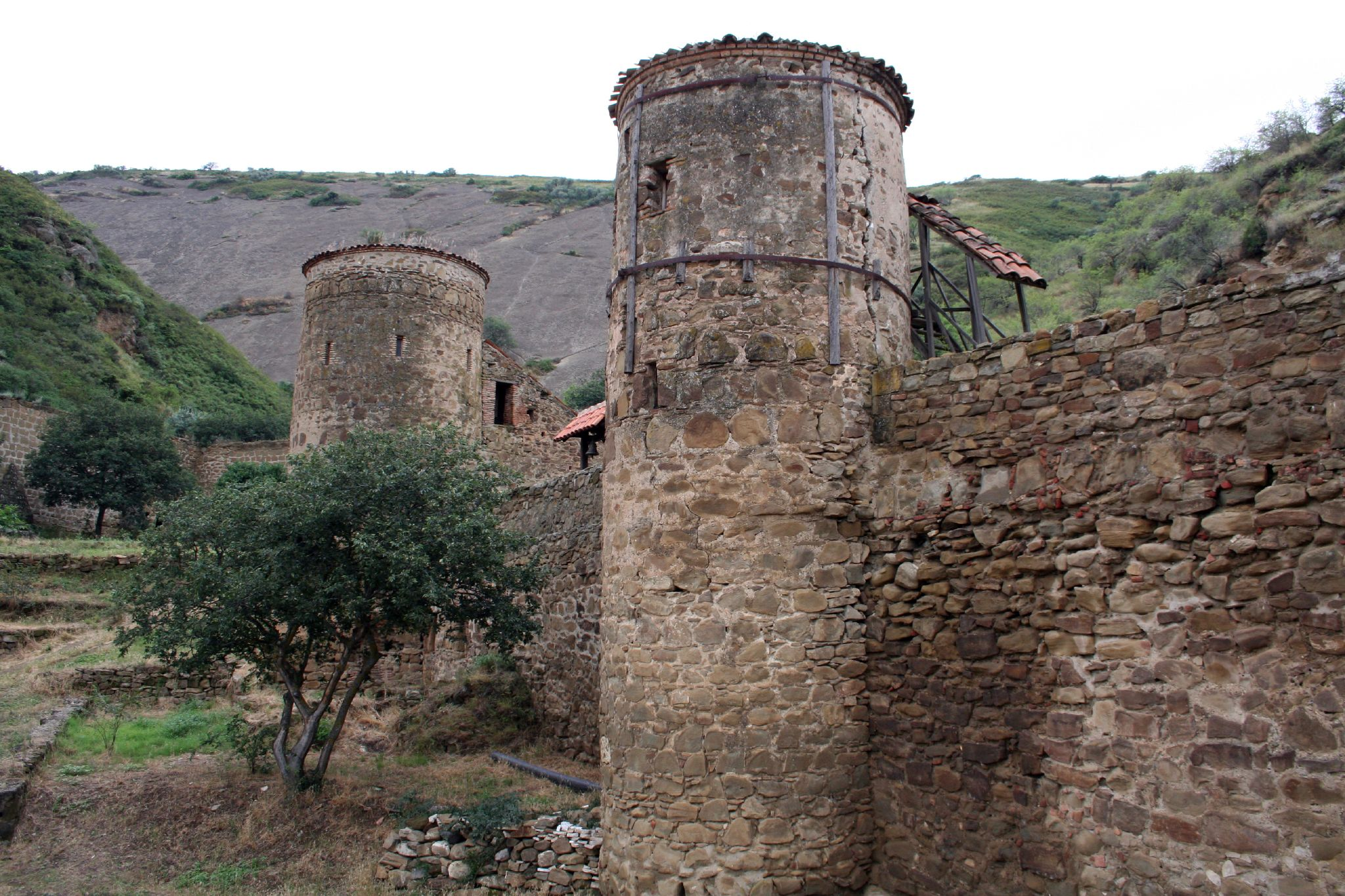
Muro del monasterio.
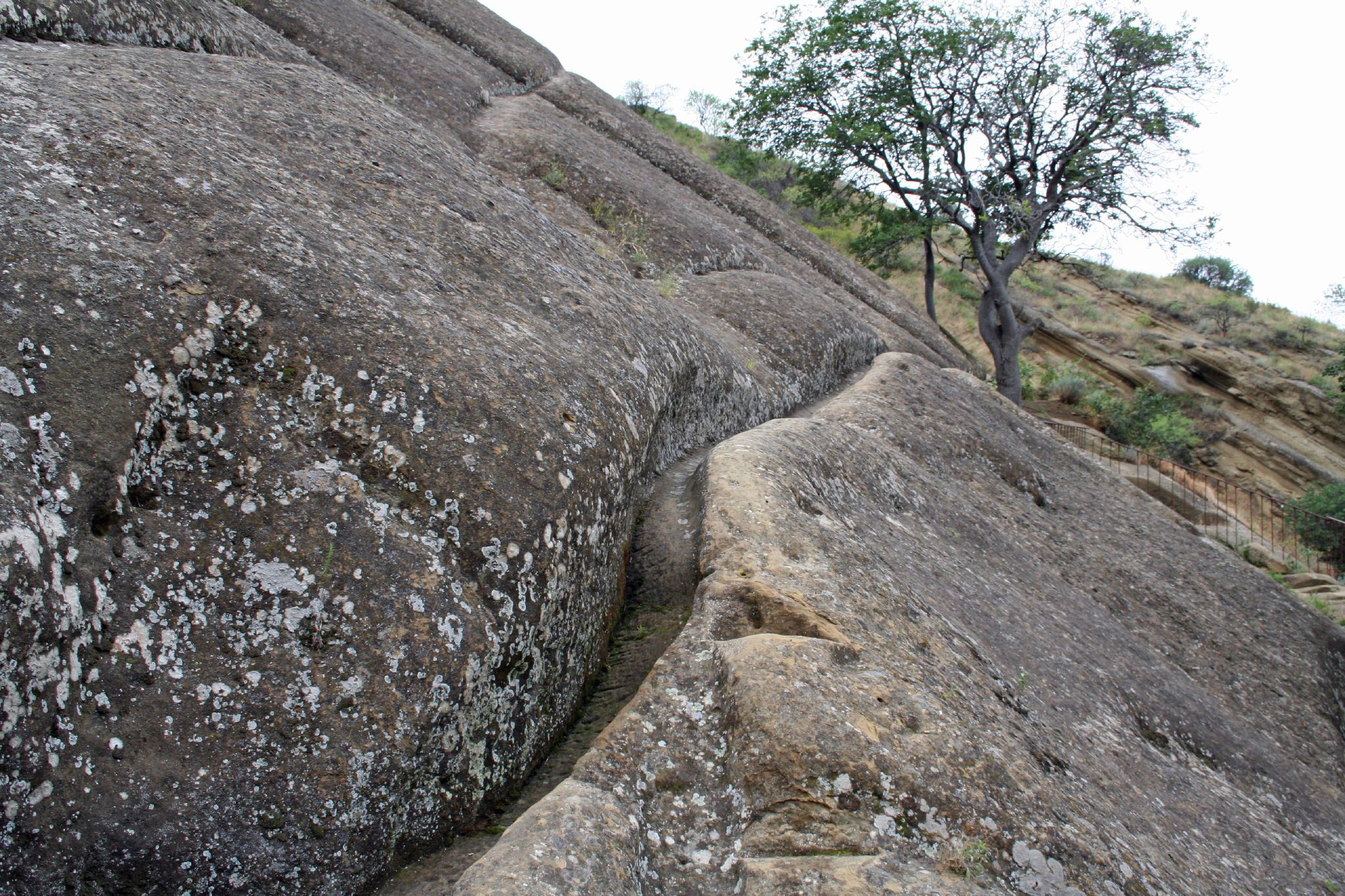
Colector de agua sobre el monasterio.
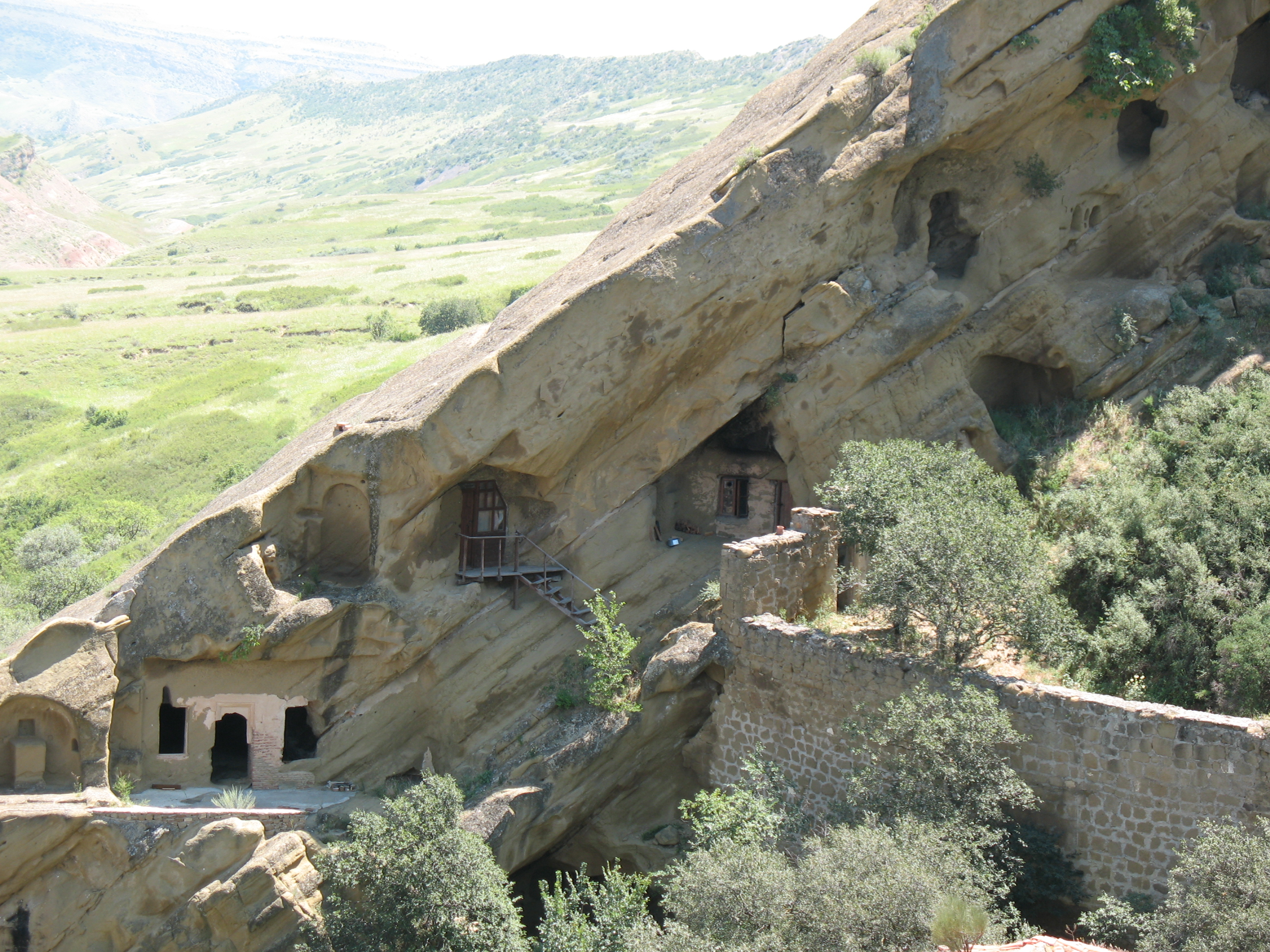
Celdas de los monjes.
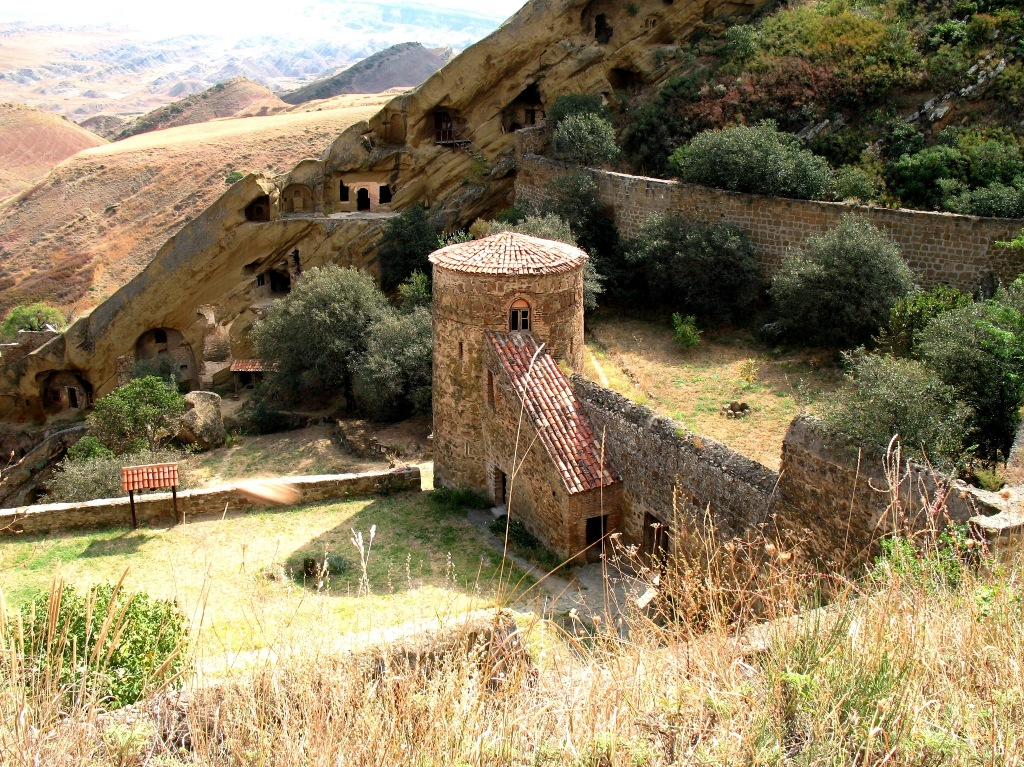
Vista de parte del monasterio.

### Monasterio de Bautista Gareja
El monasterio Bautista de Gareja o monasterio de San Juan pertenece al complejo de David Gareja a unos 12 km al oeste del monasterio principal. Está unificado en la roca. Fue fundado por un discípulo de san David, llamado Luciane.
Este monasterio se encuentra en un arco montañoso y rocoso de origen marino y consta de una iglesia principal notablemente alta y extensa. En el norte hay un pequeño sitio que conecta la sala principal con 2 arcos. Ante el altar, hay un iconostasio de la segunda mitad del siglo XVIII. También se encuentra una pequeña iglesia en la parte sur de la principal a la que se puede llegar a través de escalar un acantilado. En la entrada de la iglesia principal hay una torre y un pilar construido sobre la puerta. El interior existen fragmentos de pintura de la primera mitad del siglo XII.

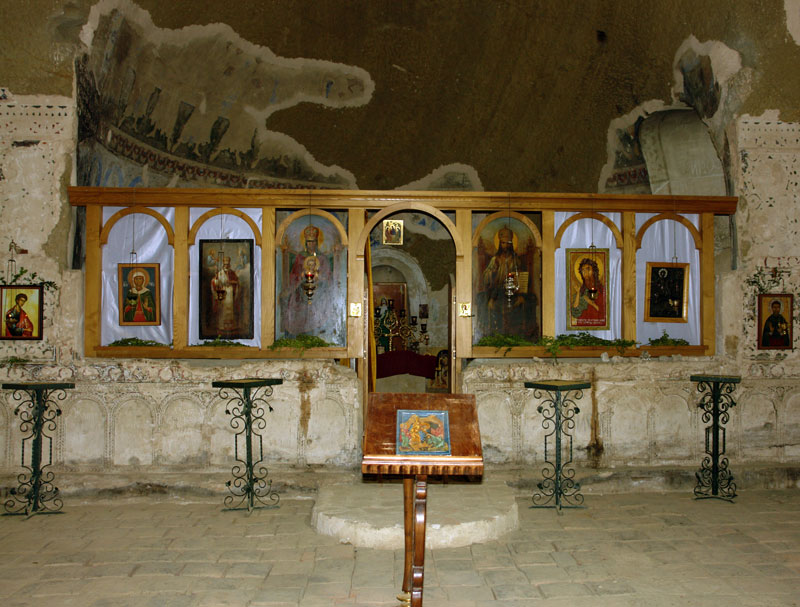
Altar con el iconostasio.
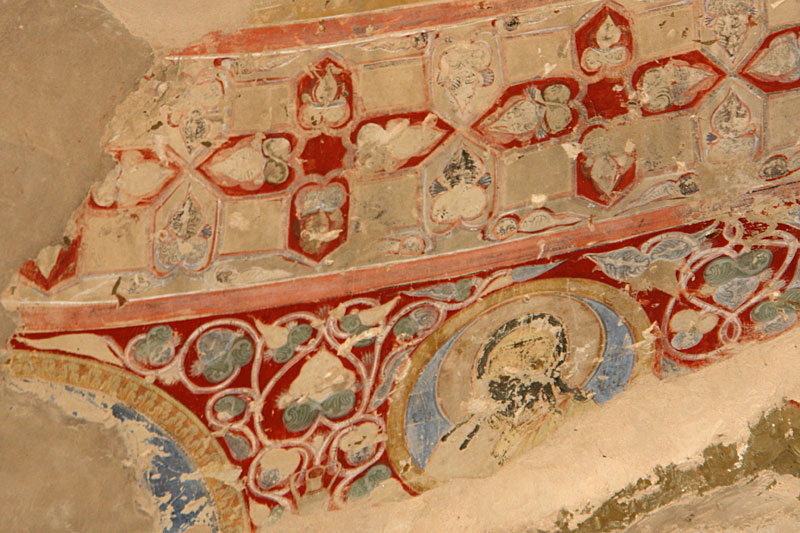
Fragmento de pintura interna.
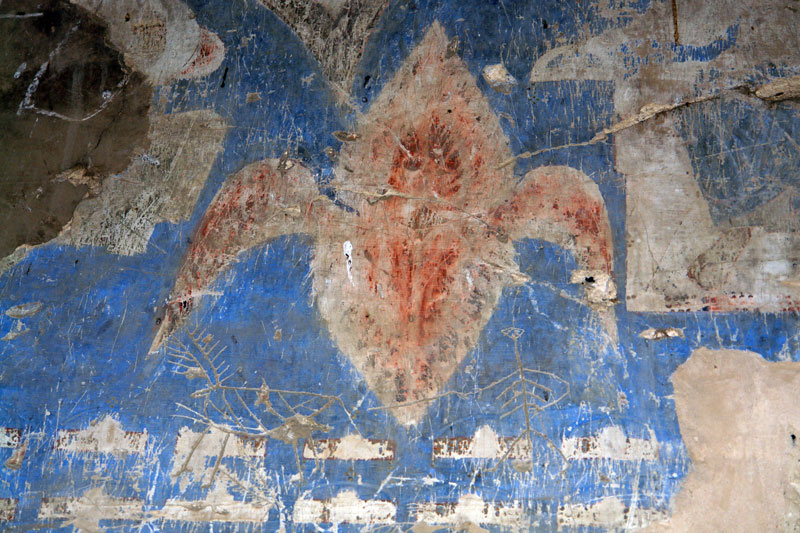
Vista de un fragmento de pintura.
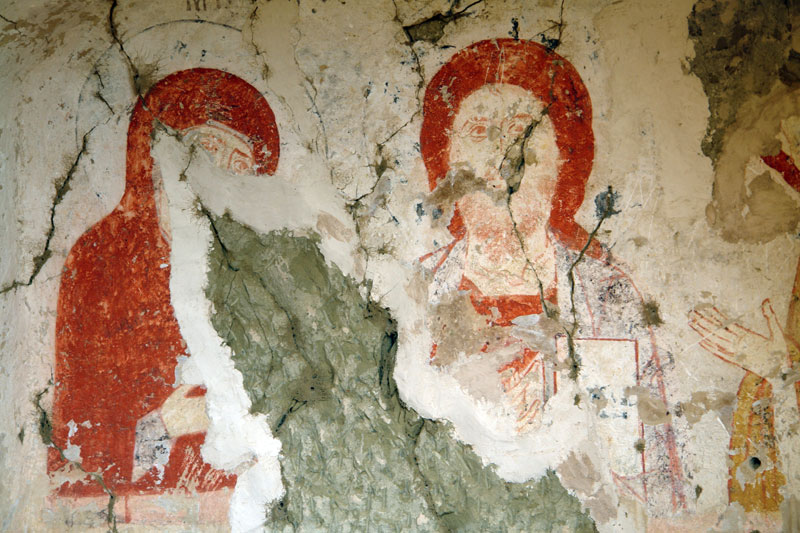
Fragmento de pintura del monasterio Bautista de Gareji.

### Iglesia de Dodo
La iglesia consiste en un complejo de cuevas de varios periodos -siglos VI-XVIII-, la sala principal data de los siglos XI-XIII. La parte más importante y antigua de la pequeña iglesia se encuentra en la esquina de la roca; fue fundada por Dodo, uno de los discípulos de David Gareja en la primera mitad del siglo VI. [10] En los siglos XIII-XVIII la iglesia de Dodo fue sometida a los ataques de las dinastías mongoles, y del Imperio safávida, entre otros, estando saqueada y abandonada repetidamente.
El fresco del altar central ilustra la «Bendición de Jesús», sosteniendo un libro cerrado con un alfabeto georgiano en la mano izquierda. También se muestran algunos de los arcángeles como Miguel y Gabriel, así como querubines.

### Monasterio Kolagiri
Situado al noroeste del complejo de David Gareja, a orillas del río Ilori. Este conjunto está formado por una iglesia con refectorio, tanto la iglesia como el altar están pintados. Ya que el complejo está cerrado en conglomerados relativamente suaves, y la montaña se ha deslizado, únicamente un tercio de la parte occidental de la iglesia ha sobrevivido. De particular interés es la sala norte del edificio, que presenta una pintura mural muy dañada de doce imágenes con inscripciones Asomtavruli.

### Calderas grandes
Es un complejo de cuevas a la que pertenece al monasterio de David Gareja. Situado en el cruce de la travesía del monasterio Kolagiri, a 5 km de la orilla izquierda del Iori, en la meseta del conglomerado de alta montaña. La cueva superior está casi completamente demolida, únicamente quedan restos agrícolas de raíces profundas, y las cuevas de más abajo están casi completamente cubiertas con una capa de tierra. Al sur la misma, en las tierras bajas, en las capas rocosas, debería haber un cementerio monástico.

### Calderas pequeñas
Es un complejo de cuevas a la que pertenece al monasterio de David Gareja. Se encuentra a 12 km al este del complejo de las calderas grandes, junto al afluente izquierdo del río Ivi, cerca del «barranco amargo». El conjunto consta de una iglesia de una única cúpula con terraza y otro pequeño espacio de almacenamiento. Este lugar es un complejo periférico extremo de las montañas Gareja, ya que no hay más cuevas al este de este lugar.

## Inscripciones

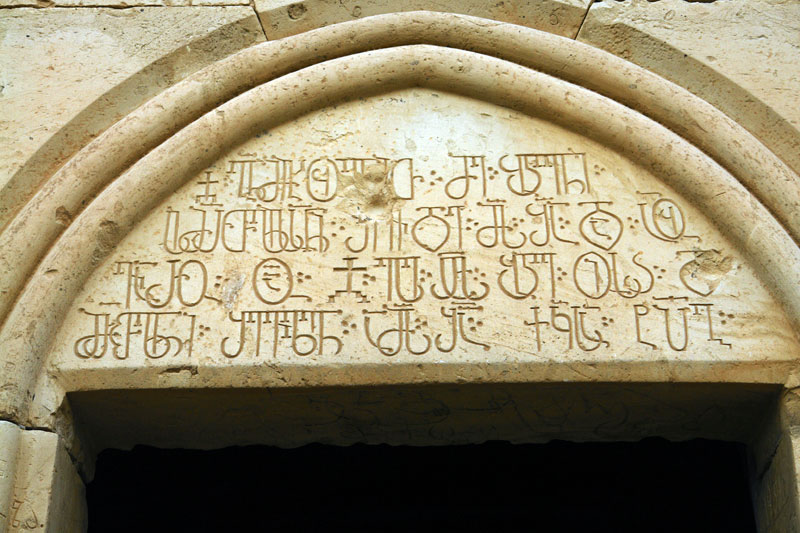
Inscripción georgiana y relieve escultórico.

Según estimaciones, los monasterios del complejo de David Gareja, abundan en inscripciones: en un gran número son georgianas, hasta 20 armenias, 8 griegas y 21 orientales (idioma árabe), así como un tetra-lingua único, es decir, una inscripción de cuatro idiomas en georgiano, armenio, griego y árabe. Las pinturas de la séptima iglesia de Saberebi en David Gareja, que datan de los siglos IX-X, en las que las imágenes van acompañadas de inscripciones en armenio, griego y georgiano, son dignas de atención. El motivo no tradicional de la iconografía de la crucifixión, causado aparentemente por las polémicas de los calcedonianos con representantes de la Iglesia apostólica armenia tradicional, también se explica por la presencia de los armenios en el monasterio.

## Disputa fronteriza

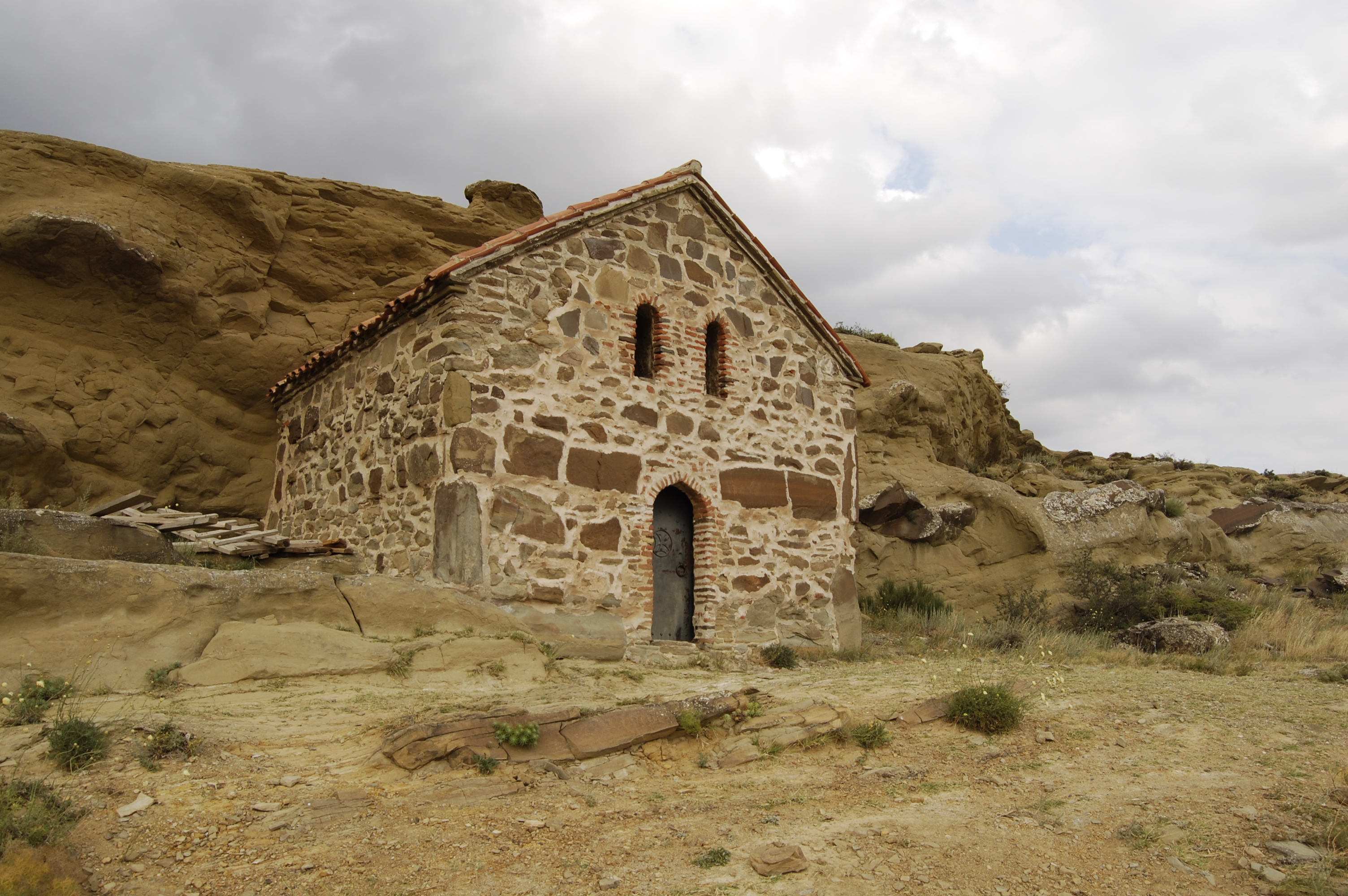
Parte del complejo en territorio del raión de Ağstafa en la frontera norte de Georgia.

Debido a que el complejo está parcialmente ubicado en el territorio de Georgia, se ha sometido a una disputa fronteriza entre Georgia y Azerbaiyán, con conversaciones en curso desde 1991. Los monjes georgianos en el monasterio dicen que «ven la disputa como el resultado de los planes soviéticos para socavar las relaciones entre los georgianos cristianos y los azerbaiyanos musulmanes». Giorgi Manjgaladze, viceministro de Relaciones Exteriores de Georgia, propuso que Georgia estaría dispuesta a intercambiar otro territorio por el resto del complejo de David Gareja debido a su importancia histórica y cultural para los georgianos. Bakú desaprueba este intercambio de tierras debido a la importancia militar estratégica del lugar. «No hay espacio para el intercambio territorial. No hay negociaciones sobre este tema», declaró el viceministro de Relaciones Exteriores de Azerbaiyán, Khalaf Khalafov. En abril de 2007, Khalafov dijo en una conferencia de prensa que estaba «fuera de discusión» que Georgia «renuncie a sus reclamaciones a las fronteras», incluido el territorio del complejo David Gareja. Luego hizo una controvertida declaración de que el monasterio «fue la patria de los albaneses caucásicos, que se cree que fueron los primeros habitantes de Azerbaiyán». Esto provocó una respuesta del ministro de Relaciones Exteriores de Georgia, Gela Bezhuashvili: «No me queda nada claro por qué mi colega hizo estas declaraciones», dijo a los periodistas en Tiflis. «Sus lecciones de historia son absolutamente incomprensibles. Debería leer sobre historia del mundo».
La teoría albanesa también está apoyada por algunos historiadores azerbaiyanos que se oponen firmemente a transferir cualquier parte de su territorio a Georgia. «El monasterio estaba dentro de Georgia únicamente en el siglo XII», declaró Ismail Umudlu, periodista e historiador azerbaiyano. «Tanto antes como después de este período, la zona formaba parte de un estado del que Azerbaiyán es sucesor». El historiador de arte georgiano Dimitri Tumanishvili rechazó esta afirmación y declaró que el complejo «está cubierto por la obra de maestros georgianos». «En todas partes hay inscripciones georgianas que datan del siglo VI», dijo, «no hay rastros de otra cultura allí». «La idea de que este monasterio fue fundado por los albaneses del Cáucaso es simplemente absurda», dijo Zaza Datunashvili, un monje de David Gareja. «Podría decirse que los georgianos construyeron la Gran Muralla China».
El antiguo presidente georgiano Mijeíl Saakashvili minimizó la disputa y dijo que «puede resolverse a través del diálogo amistoso». Sin embargo, Giga Bukia, miembro del parlamento georgiano de la oposición derechista, declaró que «los georgianos nunca, bajo ninguna circunstancia, renunciarán a este territorio» y también acusó al gobierno de suavizar su posición sobre el complejo con el fin de asegurar la ayuda financiera de Azerbaiyán. «Azerbaiyán no tiene absolutamente ningún derecho histórico sobre esta tierra», dijo. «¿Y qué es eso de que es un lugar estratégico? ¿Planean ir a la guerra con Georgia?».
Las autoridades azerbaiyanas confirmaron que Azerbaiyán «está abierto a la ejecución de proyectos conjuntos con Georgia para la restauración del complejo». Sin embargo, las sugerencias oficiales de que el complejo podría ser una «zona turística compartida» han provocado la indignación del público georgiano. El Catolicós Patriarca de toda Georgia Elías II dijo que «el monasterio era un santuario sagrado que debía estar enteramente en suelo georgiano». Se han llevado a cabo varias rondas nuevas de conversaciones de «delimitación de fronteras» entre las autoridades azerbaiyanas y georgianas —en Tiflis y luego en Bakú—.

## Reserva Keshikchidag
La parte del complejo del monasterio de David Gareja que se encuentra en Azerbaiyán tiene un estatus de reserva histórica y cultural de acuerdo con la orden presidencial No.2563 de fecha 19 de diciembre de 2007 y nombrado como Reserva Histórica y Cultural del Estado «Keshikcidag». Hay 70 cuevas, 2 templos, una fortaleza, un lugar sagrado, aproximadamente 100 tumbas que recuerdan al kurgan, 23 pozos de agua, 14 almacenes de alimentos y unos 30 refugios. Una de las altitudes más altas de la Reserva Histórica y Cultural del Estado «Keshikcidag» fue nombrada "Ilham Aliyev peak" en honor al Presidente de Azerbaiyán.

### Situación
La reserva cubre aproximadamente 25 kilómetros cuadrados a lo largo de la frontera entre Azerbaiyán y Georgia en Jeyranchol, en la cadena de Gatardagh, a 15 kilómetros al noreste del lago Jandari, en la zona montañosa que se encuentra entre 750 y 950 metros sobre el nivel del mar. La reserva consta de cuevas naturales y artificiales, castillo y monasterio tallado de la Edad Media. Según la parte azerbaiyana, el castillo de Keshikchi —castillo de los Guardianes— fue construida por la población nativa de la Albania del Cáucaso en el siglo V  y significaba «guardián».
Por lo tanto, se considera similar a los otros castillos en el territorio de Azerbaiyán debido a sus características de estructura arquitectónica. Se descubrió que el castillo de Keshikchi en la zona fue construida originalmente con fines de defensa en la Edad Media, donde fue habitada por los antiguos albaneses caucásicos. Las cuevas naturales datan de los primeros tiempos y se considera que las cuevas artificiales se encuentran entre los siglos IX y XV.

## Proceso de delimitación
El proceso de delimitación y demarcación entre Azerbaiyán y Georgia afecta al complejo del monasterio de David Gareja. Como el complejo se encuentra a lo largo de las fronteras, provoca un debate entre las dos naciones. El 14 de mayo de 2019, el viceministro de Asuntos Exteriores Khalaf Khalafov y el viceministro de Asuntos Exteriores de Georgia Lasha Darsaliya celebraron una reunión en Bakú basada en la delimitación de la frontera estatal entre los dos países. Tras la independencia de los dos países, se establecieron las comisiones estatales pertinentes para la delimitación y demarcación de la frontera estatal entre Azerbaiyán y Georgia, y hasta la fecha se han celebrado 11 reuniones de la Comisión. En el marco de este proceso, se llegó a un acuerdo sobre la delimitación de la mayor parte de la frontera entre Azerbaiyán y Georgia (en total 480 kilómetros). En la actualidad, un tramo de 166 km que incluye la zona en la que se ubica el conjunto del monasterio es el objetivo principal para ambos países. Debido a los fuertes lazos económicos y culturales entre Azerbaiyán y Georgia, ambos países tienen intenciones pacíficas en la determinación de las fronteras. Durante una reunión celebrada en Azerbaiyán el 27 de febrero de 2019 entre la presidenta de Georgia, Salomé Zurabishvili, y el presidente de Azerbaiyán, Ilham Aliyev, ambas partes destacaron claramente el consenso sobre el proceso de delimitación que debía realizarse teniendo en cuenta los vínculos existentes entre los dos países.